# Judo-Europameisterschaften 2005
Die Judo-Europameisterschaften 2005 fanden vom 20. bis zum 22. Mai in Rotterdam statt. Es waren die ersten Judo-Europameisterschaften in den Niederlanden seit 1996 in Den Haag. Die Judoka aus dem Gastgeberland belegten den dritten Platz im Medaillenspiegel und stellten zwei Europameister.
Alina Alexandra Dumitru im Superleichtgewicht und Edith Bosch im Mittelgewicht konnten ihren Titel aus dem Vorjahr erfolgreich verteidigen.

## Ergebnisse

### Männer
| Gewichtsklasse                 | Gold                | Silber             | Bronze                               |
| ------------------------------ | ------------------- | ------------------ | ------------------------------------ |
| Superleichtgewicht (bis 60 kg) | Armen Nasarjan      | Ludwig Paischer    | Ruben Houkes Lavrentios Alexanidis   |
| Halbleichtgewicht (bis 66 kg)  | Elçin İsmayılov     | Miklós Ungvári     | Benjamin Darbelet Aleksandr Shlyk    |
| Leichtgewicht (bis 73 kg)      | Ákos Braun          | Yoel Razvozov      | Dawit Kewchischwili Daniel Fernandes |
| Halbmittelgewicht (bis 81 kg)  | Ole Bischof         | Boris Novotny      | Euan Burton Robert Krawczyk          |
| Mittelgewicht (bis 90 kg)      | David Alarza        | Roberto Meloni     | Sergei Aschwanden Mark Huizinga      |
| Halbschwergewicht (bis 100 kg) | Christophe Humbert  | Ariel Zeevi        | Ruslan Gasimow Daniel Brata          |
| Schwergewicht (über 100 kg)    | Alexander Michailin | Janusz Wojnarowicz | Dennis van der Geest Andrian Kordon  |

### Frauen
| Gewichtsklasse                 | Gold                    | Silber              | Bronze                              |
| ------------------------------ | ----------------------- | ------------------- | ----------------------------------- |
| Superleichtgewicht (bis 48 kg) | Alina Alexandra Dumitru | Frédérique Jossinet | Neşe Şensoy Yıldız Tatjana Moskwina |
| Halbleichtgewicht (bis 52 kg)  | Ilse Heylen             | Ioana Maria Aluaș   | Telma Monteiro Petra Nareks         |
| Leichtgewicht (bis 57 kg)      | Olga Sonina             | Sophie Cox          | Isabel Fernández Sabrina Filzmoser  |
| Halbmittelgewicht (bis 63 kg)  | Elisabeth Willeboordse  | Claudia Heill       | Lucie Décosse Claudia Malzahn       |
| Mittelgewicht (bis 70 kg)      | Edith Bosch             | Ylenia Scapin       | Anett Mészáros Catherine Jacques    |
| Halbschwergewicht (bis 78 kg)  | Céline Lebrun           | Rachel Wilding      | Lucia Morico Anastassija Matrossowa |
| Schwergewicht (über 78 kg)     | Karina Bryant           | Tea Dongusaschwili  | Katrin Beinroth Maryna Prokofjewa   |

## Medaillenspiegel
| Rang | Land                   | Gold | Silber | Bronze | Gesamt |
| ---- | ---------------------- | ---- | ------ | ------ | ------ |
| 1    | Frankreich             | 2    | 1      | 3      | 6      |
| 2    | Russland               | 2    | 1      | 1      | 4      |
| 3    | Niederlande            | 2    | –      | 3      | 5      |
| 4    | Vereinigtes Königreich | 1    | 2      | 1      | 4      |
| 5    | Rumänien               | 1    | 1      | 1      | 3      |
| 5    | Ungarn                 | 1    | 1      | 1      | 3      |
| 7    | Deutschland            | 1    | –      | 2      | 3      |
| 8    | Belgien                | 1    | –      | 1      | 2      |
| 8    | Spanien                | 1    | –      | 1      | 2      |
| 10   | Armenien               | 1    | –      | –      | 1      |
| 10   | Aserbaidschan          | 1    | –      | –      | 1      |
| 12   | Israel                 | –    | 2      | 1      | 3      |
| 12   | Italien                | –    | 2      | 1      | 3      |
| 12   | Österreich             | –    | 2      | 1      | 3      |
| 15   | Polen                  | –    | 1      | 1      | 2      |
| 16   | Slowakei               | –    | 1      | –      | 1      |
| 17   | Ukraine                | –    | -      | 2      | 2      |
| 17   | Belarus                | –    | -      | 2      | 2      |
| 19   | Georgien               | –    | -      | 1      | 1      |
| 19   | Griechenland           | –    | -      | 1      | 1      |
| 19   | Portugal               | –    | -      | 1      | 1      |
| 19   | Schweiz                | –    | -      | 1      | 1      |
| 19   | Slowenien              | –    | -      | 1      | 1      |
| 19   | Türkei                 | –    | -      | 1      | 1      |
|      | Total                  | 14   | 14     | 28     | 56     |